# Мараж, Кирк
Кирк Мараж (англ. Kirk Maraj, род. 12 апреля 1983) — сентлюсийский шоссейный велогонщик.

## Карьера
В 2010 году стал чемпионом Сент-Люсии в индивидуальной гонке. Многократный призёр чемпионата Сент-Люсии в групповой и индивидуальной гонках.
В рамках Американского тура UCI стартовал на Классики Тобаго.

## Достижения
2008
3-й на Чемпионат Сент-Люсии — групповая гонка
2009
3-й на Чемпионат Сент-Люсии — индивидуальная гонка
2010
 Чемпион Сент-Люсии — индивидуальная гонка
2-й на Чемпионат Сент-Люсии — групповая гонка
2011
3-й на Чемпионат Сент-Люсии — групповая гонка
2013
3-й на Чемпионат Сент-Люсии — групповая гонка
2014
3-й на Чемпионат Сент-Люсии — групповая гонка

## Семья
Имеет брата-близнеца Курта, также шоссейного велогонщика.